# Steigerplank

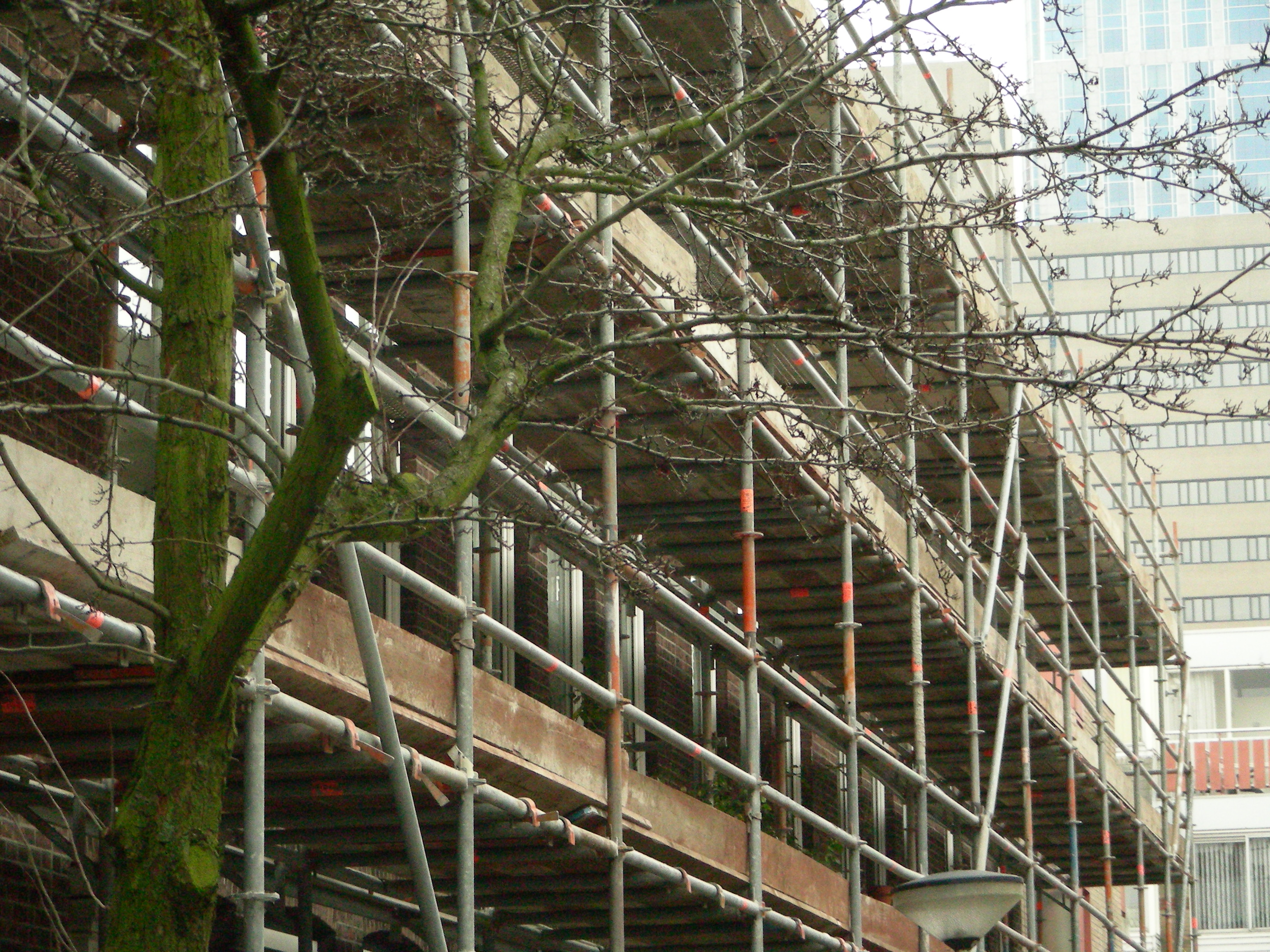
Metalen steiger met steigerplanken als werkvloer.

Een steigerplank is een vurenhouten, ongeschaafde plank, meestal van Scandinavisch hout gemaakt. De kopse kanten van een steigerplank zijn afgeschuind en doorgaans verstevigd met een platte verzinkte metalen strip om splijten te voorkomen. Hij draagt de naam steigerplank omdat hij gebruikt wordt als loopplank en dergelijke op bouwsteigers. De standaard maat van een steigerplank is 5000 x 195 x 30 millimeter.
Tegenwoordig wordt, door cementsluier grijs of waas geworden, steigerhout ook wel gebruikt in de meubelindustrie of doe-het-zelvers om er meubilair van te maken.